# Zagouri Empire
Zagouri Empire est une série télévisée israélienne en 52 épisodes de 40 minutes créée par Maor Zaguri, diffusée entre le 8 avril 2014 et le 1er avril 2015 sur la chaîne Hot TV.
En France, cette série sera disponible prochainement sur Zive.

## Distribution

### Acteurs principaux
- Moshe Ivgy : Albert Zaguri
- Oz Zehavi : Aviel Zaguri
- Chen Amsalem : Avishag Zaguri
- Israel Atias : Eviatar Zaguri